# Evansdale (Nouvelle-Zélande)
Pour les articles homonymes, voir Evansdale.
Evansdale est une localité de la partie sud de l’Île du Sud de la Nouvelle-Zélande.

## Situation
Elle est localisée sur le trajet de la route State Highway 1/S H 1 à 25 km au nord de la cité de Dunedin et au nord-ouest de la baie de Blueskin (en).

## Population
Elle a aussi donné son nom au fromage  Evansdale (en), et une Zone de rencensement dit d’Evensdale (en), qui comptait 1 284 habitants en 2006

## Histoire
L’histoire d’Evansdale commença par une série de maisons et un hôtel (le Blueskin Hotel), situés autour du pont qui passe au-dessus du fleuve nommé Careys Creek.
Ce pont forme un point stratégique sur ce qui est la principale route du nord et une barrière de péage fut installée à cet endroit.
William Evans, un Gallois, et un autre colon David Carey,  entrèrent en compétition pour le droit de dénommer cette localité Evansdale ou Carey Junction; ainsi le nom de Carey fut donné au petit bras de mer.
Quand la ligne de chemin de fer de la ligne principale de l’île du Sud (en) fut construite, allant vers Dunedin, une station de terminus provisoire fut installée ici et nommée Whaitiripaku, fournissant un point de transit pour les transports tirés par les chevaux, qui allaient plus au nord.

## Activité économique
La période où la ville d’Evansdale fut une tête de pont pour le chemin de fer, encouragea un développement rapide et pendant un court temps, il y eut une poste et une station de télégraphe ainsi qu’une école.
Plus tard, le chemin de fer fut relié tout le long de la côte jusqu’à Christchurch et la station, maintenant nommée Evansdale devint moins importante.
La communauté commença ensuite un long et lent déclin économique avec la disparition de l’école (fermée en 1928) et de la poste, toutes deux étant relocalisées au niveau de la localité de  Warrington.
L’hôtel resta et devint même un arrêt important pour l’approvisionnement en carburant devenant la Glenhouse Service Station, alors que le transport routier se développait.
Au début des années 1970, la Main North Road, maintenant connue sous le nom de route  State Highway 1/S H 1 fut élargie et rectifiée à travers tout le village avec un effet dévastateur, chassant ainsi environ une demi-douzaine de maisons.
Un important dépôt pour le compte du Ministère du travail de Nouvelle-Zélande (en) fut construit pour l’amélioration de la route principale passant au-dessus du cours d’eau aussi nommé Kilmog, situé à proximité.
Le village déclina du point de vue économique à partir des années 1980 et 2000 du fait des effets de la politique du Rogernomics et des changements dans l’industrie du fioul, qui conduisit à la fermeture du dépôt du ministère du travail, de la halte du chemin de fer ainsi que de la station service.
Le dépôt devint une entreprise de paysages alors que la station service s’est développée graduellement pour la vente au détail et l’hospitalité.
Un nouveau développement sur cette période fut liée à l‘usine de fromage produisant le fromage d’Evansdale (en)  fabriqué à la main comme un fromage dit fermier.
Le succès de la fabrique de fromage a ironiquement contribué au déclin de la ville d’Evansdale, quand la société fut relocalisée dans la ville d’Hawksbury, à 15 km vers le nord.

## Confusion sur le nom de la place
En 2005, la publication des résultats sur l’évaluation du réseau de l’eau de la cité duConseil de la cité de Dunedine (en) conduisit à des actions de protestation et des accusations de découpage électoral partisan dans la mesure où un grand nombre de répondeurs de l’enquête d’évaluation étaient listés comme vivant dans Evansdale.
Ceci était en rapport avec l’utilisation des noms provenant de l’important district de recensement (en)  étendu, qui était utilisé par les services de statistiques en Nouvelle-Zélande, le Conseil de la Cité ayant simplement utilisé le nom et les limites provenant d’autres recensements associés.
- Quand la fabrique de  fromage d’Evansdale fut relocalisée à Hawksbury sa signalisation proéminente, conduisit à faire que la localisation devint par erreur connue comme Evansdale.

## La localité d’Evansdale maintenant
En 2000, la ville d’Evansdale a bénéficié d’un micro-boom sur l’habitat avec une croissance des maisons en construction de 10 %  sur 2 ans, car c’est la voie d’accès rapide à la cité de  Dunedin, d’où le développement de plusieurs sites de constructions résidentielles avec l’électricité et l’eau courante, qui a favorisé cette expansion.